# Gonzalo Fernández de Heredia
Gonzalo Fernández de Heredia i de Bardají (Móra de Rubiols, Regne d'Aragó, 1450 - Valls, 21 de novembre de 1511) fou Bisbe de Barcelona (1478 - 1490); Arquebisbe de Tarragona (1490 - 1511) i President de la Generalitat de Catalunya (1504 - 1506).
Havia estat bisbe electe de Sogorb i nomenat bisbe de Barcelona el 8 de juny de 1479. Va estar a Roma en qualitat d'ambaixador del rei Ferran el Catòlic, i va ser en aquest període quan Innocenci VIII el va nomenar arquebisbe de Tarragona, el 13 de juny de 1490. Amb motiu de l'elecció d'Alexandre VI, va ser nomenat capità de la guàrdia de palau i, posteriorment, el papa el designà governador de la ciutat. Per intercessió dels Reis Catòlics, abandonà la Cúria Pontifícia en 1494 per anar a residir a Nàpols com a conseller de la reina Joana d'Aragó, vídua de Ferran I de Nàpols. El 21 de juny de 1500 tornà per a fer-se càrrec de la seva Església, si bé va viure al monestir d'Escornalbou, la Selva del Camp i Valls.
Va ser nomenat president de la Generalitat l'11 de març de 1504 per la mort sobtada de Ferrer Nicolau, càrrec que ocupà la resta del trienni fins al 1506.
Va morir el 1511.